# Општина Агаш (Бакау)
Агаш (рум. Agăş) општина је у Румунији у округу Бакау.
Oпштина се налази на надморској висини од 568 m.